# Liptovský Mikuláš
Liptovský Mikuláš és una ciutat d'Eslovàquia. Es troba a la regió de Žilina, és capital del districte de Liptovský Mikuláš.

## Història
La primera menció escrita de la vila es remunta al 1286.

## Demografia
| Godina             | 1994   | 2004   | 2014   | 2024   |
| ------------------ | ------ | ------ | ------ | ------ |
| Nombre de persones | 33.401 | 32.930 | 31.593 | 29.860 |
| Diferència         |        | −1,41% | −4,06% | −5,48% |

| Godina             | 2023   | 2024   |
| ------------------ | ------ | ------ |
| Nombre de persones | 30.040 | 29.860 |
| Diferència         |        | −0,59% |

## Ciutats agermanades
- Annecy, França
- Galanta, Eslovàquia
- Dinkelland, Països Baixos
- Kalamaria, Grècia
- Kemi, Finlàndia
- Iefremov, Rússia
- Kiskőrös, Hongria
- Opava, República Txeca
- Slovenske Konjice, Eslovènia
- Żywiec, Polònia

1. 1 2  «Počet obyvateľov podľa pohlavia - obce (ročne) [om7101rr_obce=AREAS_SK]».   Statistical Office of the Slovak Republic, 31-03-2025. [Consulta: 31 març 2025].